# Sân tàu Istvántelek

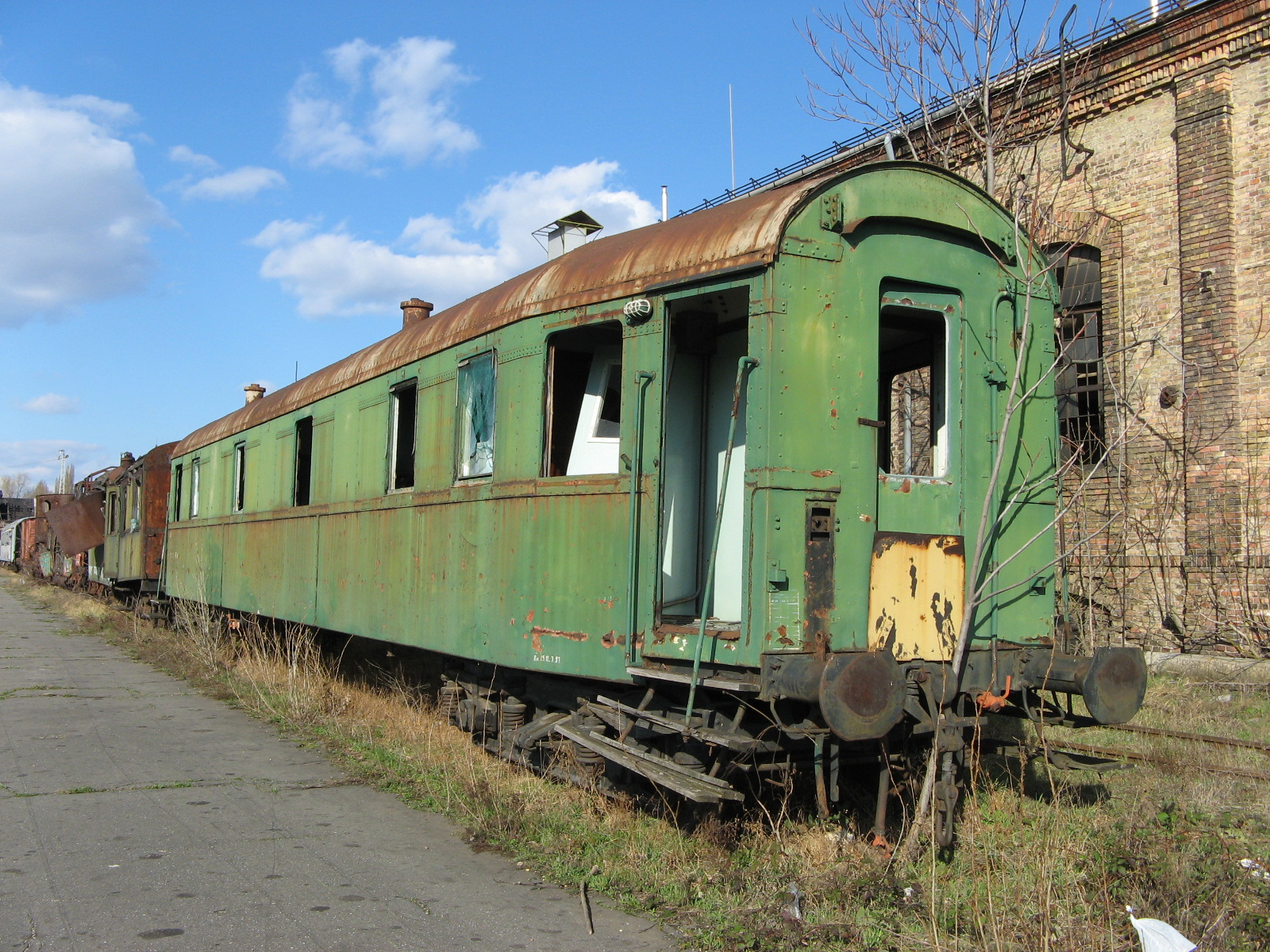
Tàu ở sân Istvántelek, Budapest

Sân tàu Istvántelek (Tiếng Anh: Istvántelek Train Yard) hay còn gọi là Nghĩa địa tàu hỏa Sao Đỏ là một sân tàu bị bỏ hoang phế và không còn được đem vào sử dụng. Nơi đây là một địa điểm có tính chất lịch sử tại thủ đô Budapest thuộc quốc gia Hungary ngày nay. 

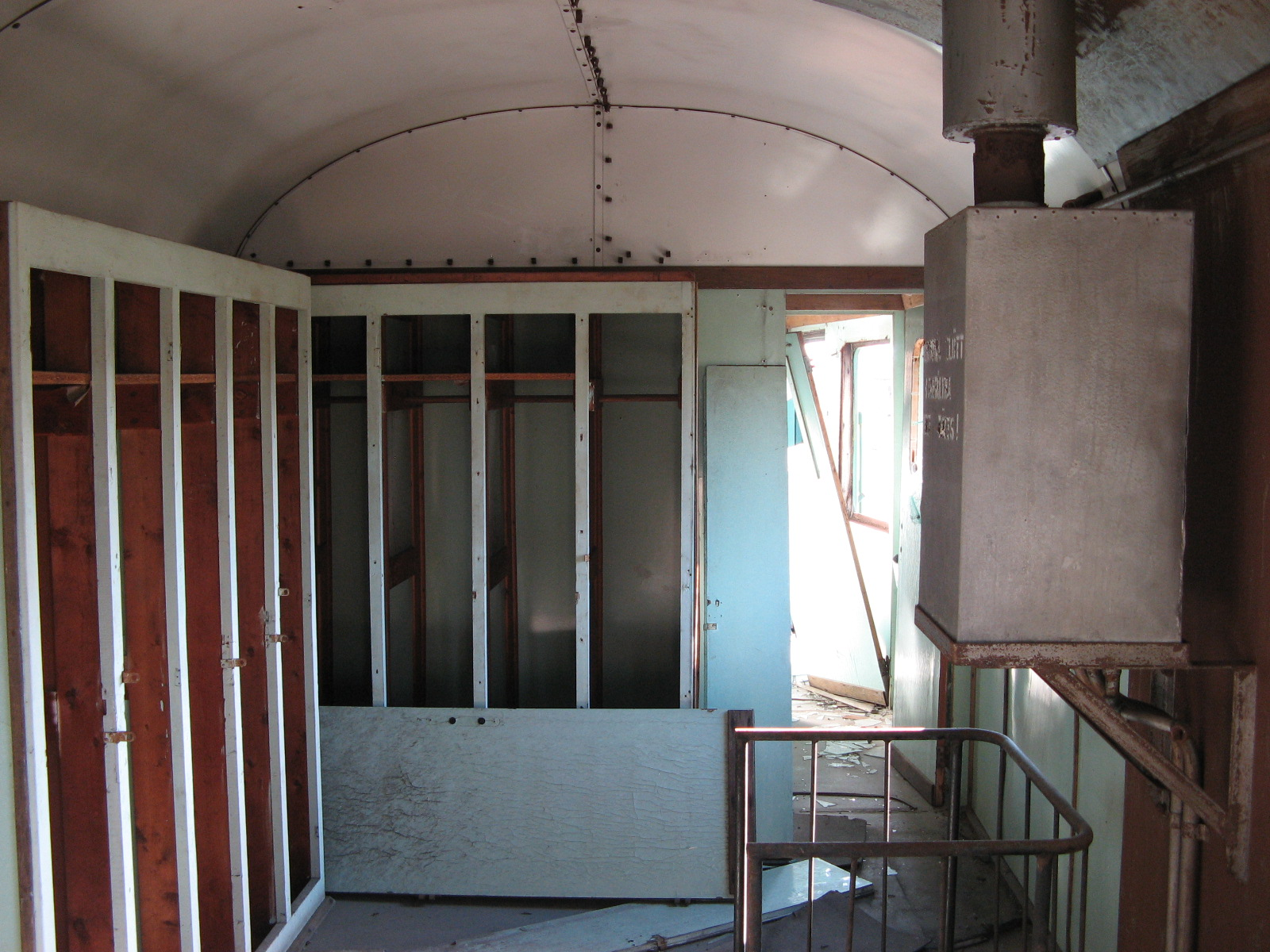
Bên trong một toa tàu Istvántelek

Sân tàu được xây dựng từ năm 1902 đến năm 1905, có nghĩa là trong suốt những năm đầu của thế kỷ hai mươi, giai đoạn mà những chuyển đi bằng tàu hỏa nở rộ, khi những du khách vẫn còn đam mê lướt đi nhẹ nhàng trên các cung đường dài để du lịch hoặc đến một vùng đất khác làm ăn. Sân tàu Istvántelek được xây dựng nhằm mục đích vận chuyển các loại hàng hóa và phục vụ nhu cầu di chuyển của các công dân trong thành phố. 

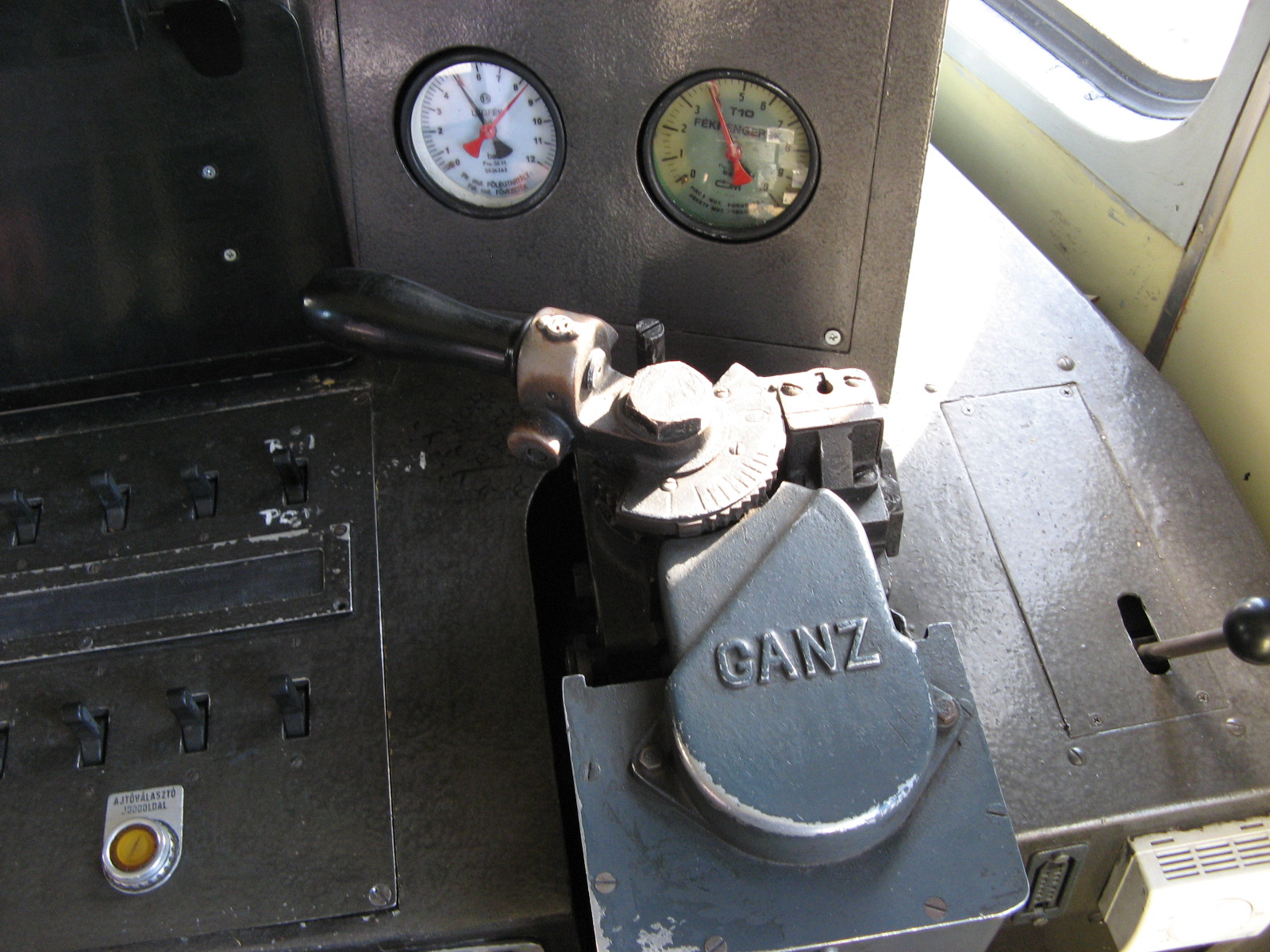
Động cơ của một toa tàu Istvántelek

Trong suốt cuộc chiến tranh thế giới lần thứ hai, những toa tàu thuộc sân tàu Istvántelek đã chở những tù nhân đến trại tập trung Auschwitz. Sau này, công năng sử dụng của những toa tàu không còn, người ta đem một số toa tàu trưng bày ở Bảo tàng Đường sắt Budapest, còn lại thì để hoang phế đến ngày nay. 

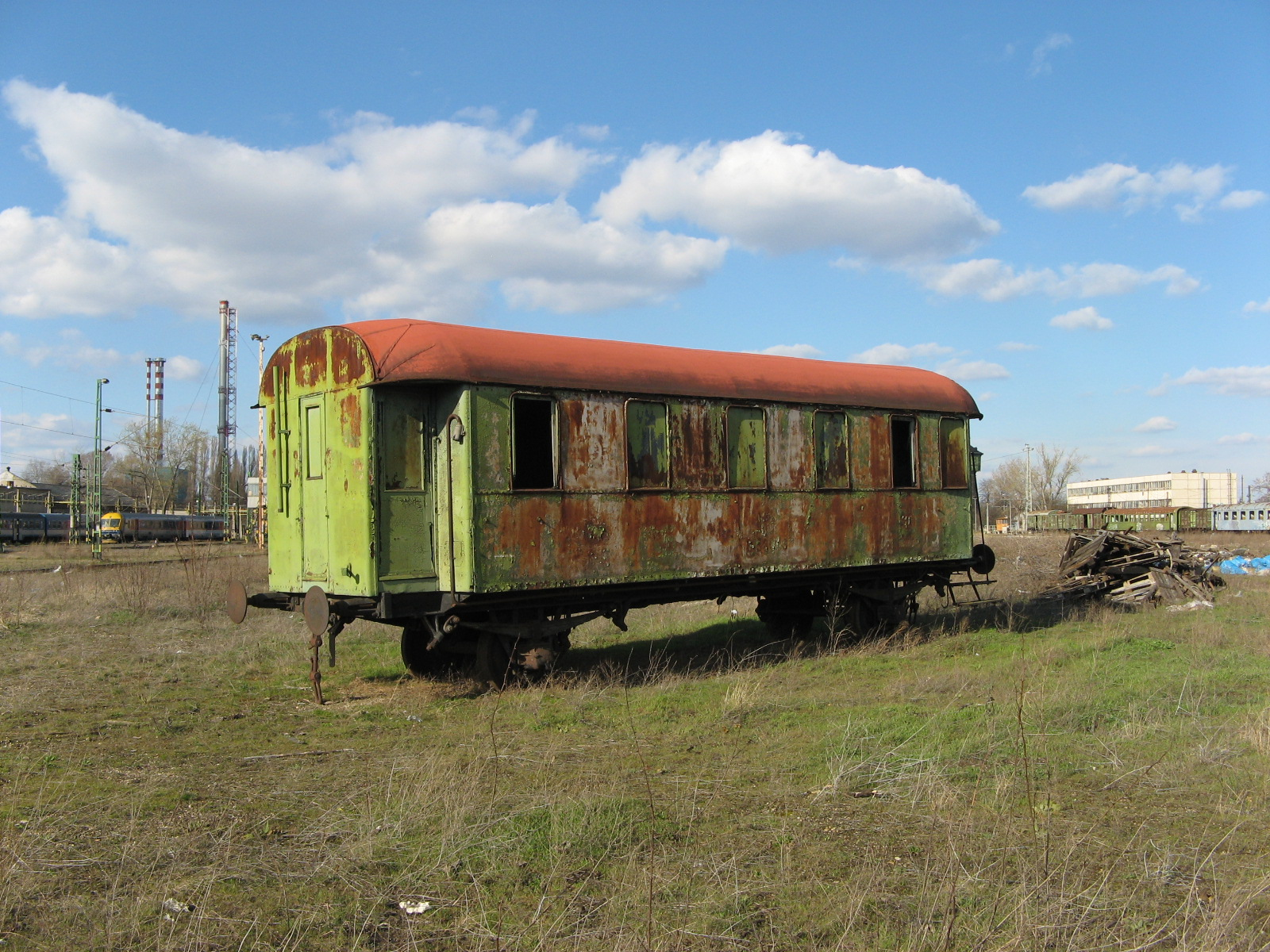
Một toa tàu bỏ hoang ở Istvántelek

Hiện nay, khu vực này được coi là một chứng tích có giá trị về mặt lịch sử.